# Pomme d'Or
De Pomme d'Or (Frans: Gouden Appel) is een prijs voor uitmuntendheid in de toeristische sector die wordt uitgereikt door FIJET (Fédération Internationale des Journalistes et Ecrivains de Tourisme), de Europese vereniging van professionele reisschrijvers en journalisten. De Pomme d'Or prijs wordt jaarlijks toegekend aan een organisatie, locatie of persoon voor ter erkenning van superieure inspanningen bij het promoten en verhogen van het toerisme.
Lijst met ontvangers: 
- 1971 - Italië, Sicilië
- 1971 - België, Bokrijk
- 1971 - Nederland, Efteling
- 1972 - Joegoslavië, Sveti Stefan
- 1972 - Hongarije, Estergon
- 1972 - Ierland, "excursies/vakanties met paard en wagen"
- 1973 - Frankrijk, Thoiry-en-Yvelines
- 1973 - België, Arthur Haulot (Commissaris-Generaal van Toerisme)
- 1974 - Verenigd Koninkrijk, York
- 1975 - Roemenië, Boekovina
- 1976 - Duitsland, Rothenburg ob der Tauber
- 1977 - Niet uitgereikt
- 1978 - Joegoslavië, Sarajevo
- 1979 - Bulgarije, Rilaklooster
- 1980 - Frankrijk, Pézenas
- 1981 - Spanje, Robert Lonati (secretaris-generaal van de Wereldorganisatie voor Toerisme - WTO)
- 1982 - Rusland, Soezdal
- 1983 - Finland, Turku
- 1984 - Turkije, Antalya
- 1985 - Spanje, Palos de la Frontera
- 1986 - Polen, Krakau
- 1987 - Cyprus, Nicosia
- 1988 - Portugal, Funchal / Madeira en Griekenland, Mont Pelion
- 1989 - Niet uitgereikt
- 1990 - Colombia, Cartagena de Indias
- 1991 - Tunesië, Utinah
- 1992 - Niet uitgereikt
- 1993 - België, Antwerpen
- 1994 - Egypte, Zuid-Sinaï
- 1995 - Cuba, Santiago de Cuba
- 1996 - Spanje, Cáceres
- 1996 - Dubrovnik, Kroatië
- 1997 - Rusland, Moskou en Yuri Luzhkov (ex-burgemeester van Moskou)
- 1998 - Niet uitgereikt
- 1999 - Niet uitgereikt
- 2000 - België, Mol Merengebied
- 2001 - Libanon, stad Tyr
- 2002 - Egypte, Sharm el-Sheikh
- 2003 - Turkije, Nemrut Dag
- 2004 - Tsjechië, Brno
- 2005 - Kroatië, Split
- 2006 - Spanje, Calpe
- 2009 - Spanje, Cantabrië en drie locaties in Roemenië : Sibiu, Donaudelta en Blue Air
- 2010 - Egypte, Luxor
- 2011 - Kroatië
- 2012 - Caltagirone (Italië), Hamamönü (Turkije), Alexandrië (Egypte), Stichting Kobarov (Slovenië) en Český Krumlov
- 2013 - Opatija (Kroatië)
- 2014 - Targu Jiu (Roemenië)
- 2015 - Dubrovnik (Kroatië); Moskou stad (Rusland), Palic (Servië)
- 2016 - Ieper (België), Ljubljana (Slovenië), Plovdiv (Bulgarije)
- 2017 - Kazan (Rusland), Bratislava (Slowakije), Konya (Turkije)
- 2018 - Palermo, Ekaterineburg (Rusland), Dyarbakir (Turkije)
- 2023 - Timişoara (Roemenië)